# Schilbe mystus
Schilbe mystus és una espècie de peix de la família dels esquilbèids i de l'ordre dels siluriformes.

## Morfologia
Els mascles poden assolir els 40 cm de llargària total i els 250 g de pes.

## Reproducció
És ovípar.

## Distribució geogràfica
Es troba a Àfrica, incloent-hi les conques dels rius Nil i Zambesi.

## Observacions
Té una longevitat de 6-7 anys.